# Трудолюбівка (Жмеринський район)
Трудолю́бівка (раніше Слобода Матейківська) — село в Україні, у Барській міській громаді Жмеринського району Вінницької області.

## Історія
12 червня 2020 року, відповідно до Розпорядження Кабінету Міністрів України № 707-р «Про визначення адміністративних центрів та затвердження територій територіальних громад Вінницької області», увійшло до складу Барської міської громади.
19 липня 2020 року, в результаті адміністративно-територіальної реформи та ліквідації Барського району, село увійшло до складу Жмеринського району.
22 червня 2023 року рішенням Національної комісії зі стандартів державної мови віднесено до списку населених пунктів, які «можуть не відповідати лексичним нормам української мови», зокрема стосуватися «російської імперської чи колоніальної політики». Громаді рекомендовано обґрунтувати доцільність збереження поточної назви або запропонувати нову назву в установленому законодавством порядку.

## Пам'ятки
У селі є пам'ятки:
- Пам'ятник 109 воїнам-односельцям, загиблим на фронтах Другої світової війни[4], споруджений 1989 року. Пам'ятка розташована в центрі села.